# Puerto Aguirre
Puerto Aguirre é uma localidade situada na cidade de Puerto Quijarro, província de Germán Busch, no departamento de Santa Cruz, Bolívia. O porto foi inaugurado em 11 de Junho de 1988, por Joaquin Aguirre Lavayèn. Em 2005 o porto foi reformado, ganhando um novo mecanismo recipiente. O porto é uma zona de livre comércio.
Conta com uma população de aproximadamente 2.000 habitantes. Localiza-se ali um duty free, onde se pode comprar diversos produtos, entre eles eletrônicos. É Também um dos portos mais importantes do país pelo qual se exporta soja e petróleo, a matéria-prima mais importante do departamento.